# 小野寺龍太郎
小野寺 龍太郎（おのでら りゅうたろう、1981年12月9日 - ）は、日本のバスケットボール選手・指導者である。

## 来歴
宮城県気仙沼市出身。気仙沼西高校から2000年に日本リーグのさいたまブロンコスにマネージャー兼練習生として入団。翌2001-02シーズンから選手となり、2002-03シーズンまでさいたまブロンコス、2003-04シーズンはブロンコスクラブに所属。
現役引退後は指導者になり、宮城クラブや国体埼玉県成年チームのアシスタントコーチを務める。
2013年5月から8月は、インターナショナル・バスケットボール・リーグ（IBL）のニッポン・トルネードでヘッドコーチ、2013-14シーズンは古巣のbjリーグ・埼玉ブロンコスのアシスタントコーチ、2014-15シーズンはバンビシャス奈良のヘッドコーチを務めた。
2015-16シーズンは埼玉のヘッドコーチに就任し、1シーズン務めた。
2016-17シーズンはB2の信州ブレイブウォリアーズのヘッドコーチに就任し、2シーズン務めた。
2018-19シーズンはB2のパスラボ山形ワイヴァンズでヘッドコーチを務めた
2019-20シーズンはB1の島根スサノオマジックでアシスタントコーチを務めた。
2020-21シーズンからレバンガ北海道のアシスタントコーチを務めている。
2022-23シーズン途中、佐古賢一ヘッドコーチの解任により、ヘッドコーチ代行となる。
2023年オフ、レバンガ北海道ヘッドコーチに正式就任。
2025年、レバンガ北海道ヘッドコーチを契約満了により退任。Wリーグ・三菱電機コアラーズのアソシエイトヘッドコーチに就任